# Хортон, Мак
Маккензи Джеймс (Мак) Хортон (англ. Mackenzie James "Mack" Horton; род. 25 апреля 1996 года, Мельбурн, Австралия) — австралийский пловец, специализирующийся в плавании вольным стилем, олимпийский чемпион 2016 года на дистанции 400 метров, чемпион мира 2019 года в эстафете 4×200 метров, призёр чемпионатов мира 2015, 2017, 2019 и 2022 годов, многократный победитель Игр Содружества.

## Биография
Впервые Хортон стал известен в 2012 году, после этапа Кубка мира в Сингапуре, где он выиграл дистанцию 1500 метров с результатом 14.54,25.
В 2013 году на чемпионате мира среди юниоров в Дубае, Хортон выиграл пять золотых медалей на дистанциях 200, 400, 800 , 1500 метров и в эстафете 4×100 метров, и одну серебряную награду в эстафете 4×200 метров, уступив англичанам.
В 2014 году участвовал на чемпионате Австралии по плаванию, где выиграл дистанцию 1500 метров, проплыв с результатом 14.51,55, и занял второе место на дистанции 400 метров, проплыв с результатом 3.44,6.
В 2014 году Хортон участвовал на Играх Содружества в Глазго, где завоевал серебро на дистанции 1500 метров, проплыв с результатом 14.48,76, установив новый юношеский рекорд мира. Выиграл золото в эстафете 4×200 метров кролем.
Три недели спустя на играх Pan Pacific в Голд-Косте завоевал серебро на дистанции 800 метров кролем, проплыв с результатом 7.47,73 , бронзу на дистанции 1500 метров кролем, проплыв с результатом 14.52,78, и в кролевой эстафете 4×200 метров.
Участвовал на чемпионате мира по водным видам спорта 2015 в Казани. Завоевал бронзу на дистанции 800 метров кролем, проплыв в финале с результатом 7.44,02 минуты. На дистанции 1500 метров выступил скромнее, Хортон не прошёл в финал, проплыв в предварительном раунде с результатом 15.00,51.
В 2016 году на Олимпийских играх в Рио-де-Жанейро выиграл золотую медаль на дистанции 400 метров вольным стилем с результатом 3.41,55. На Олимпиаде-2016 Хортон получил известность также своими неуважительными комментариями в адрес своего соперника Сунь Яна, которого Хортон назвал «допинговым жуликом» (англ. drug cheat), на что журналисты обратили внимание пресс-секретаря МОК Марка Адамса.